# Za (rivière)
Ne doit pas être confondu avec l'oued Zat, autre cours d'eau marocain, affluent du Tensift.
Pour les articles homonymes, voir Za.
Le Za est un oued marocain de la région de l'Oriental. Principal affluent en rive droite de la Moulouya, il traverse les provinces de Jerada et de Taourirt.

## Parcours
Le Za est issu de la réunion des oueds El-Kherouf, Charef et El-Oglat, au sud de la ville de Jerada. Il coule vers le nord-ouest en traversant Aïn Béni Mathar, l'oasis de Guefaït, puis la ville de Taourirt avant de rejoindre la Moulouya à Melg El Ouidane.

## Utilisation
L'eau du Za est utilisée pour l'irrigation des terres agricoles qui le borde, surtout dans sa portion entre Taourirt et la Moulouya.
Le barrage El Ghrass a été aménagé en 1999 sur son cours.